# جامعة همدرد

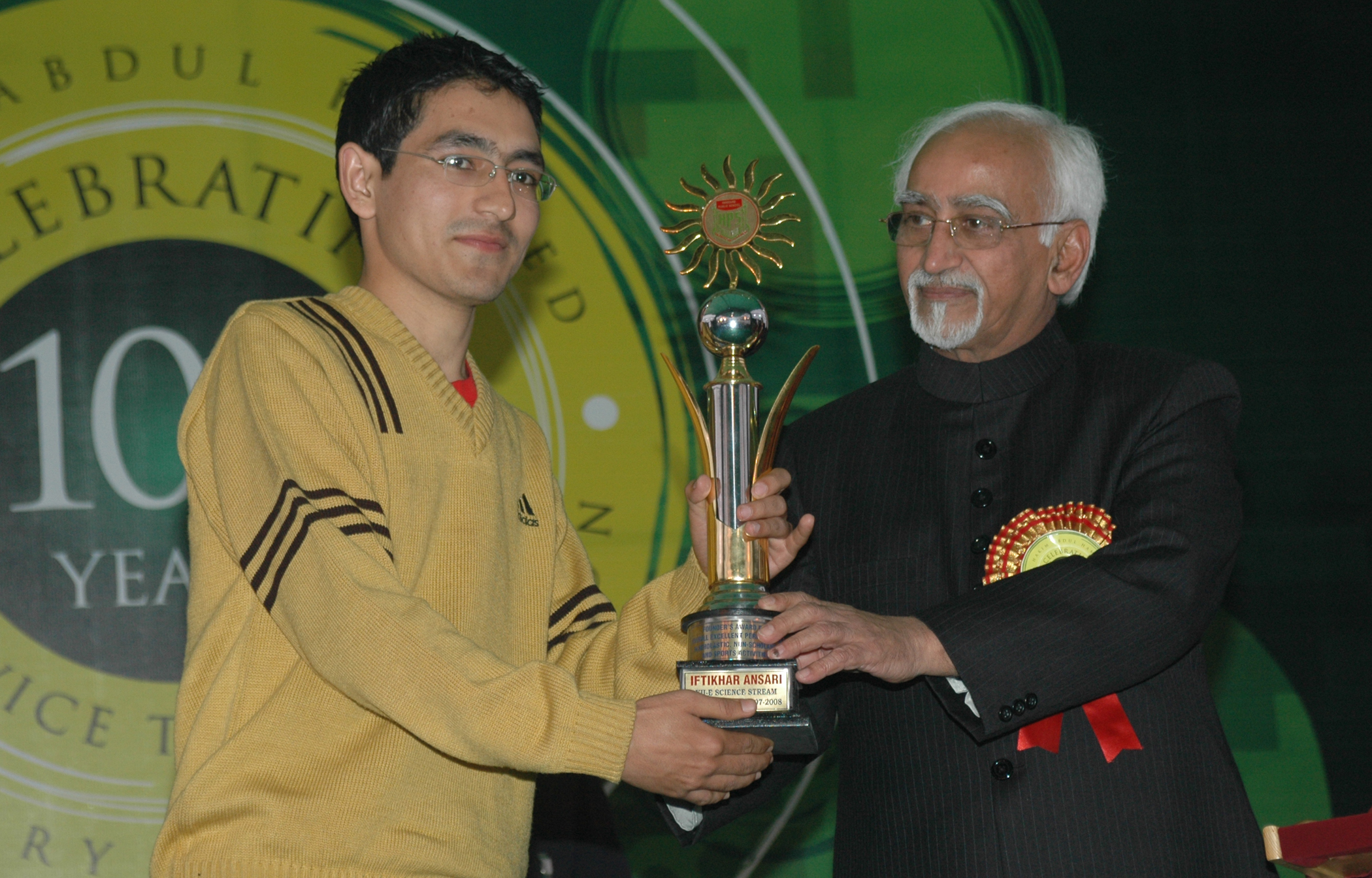
نائب الرئيس، السيد محمد حامد أنصاري، يُسلّم جائزة عبد الحميد للإسهامات المتميزة في مجال الطب الطبيعي لأحد الفائزين، وذلك في افتتاح احتفالات الذكرى المئوية لحكيم عبد الحميد صاحب، التي نظمتها جامعة هامدارد، في نيودلهي في 27 ديسمبر/كانون الأول 2008.

جامعة همدرد (بالأردية: جامعہ ہمدرد) هي جامعة هندية مقرها في نيو دلهي في الهند. تأسست عام 1989.
الجامعة فيها عدد من الكليات وفيها برامج للدراسات الأولية والعليا ومن هذه الكليات الصيدلة والطب والعلوم والحاسبات وغيرها.

## روابط خارجية
- University official site
- Jamia Hamdard
- Faculty of Pharmacy